# كهف رواكوري

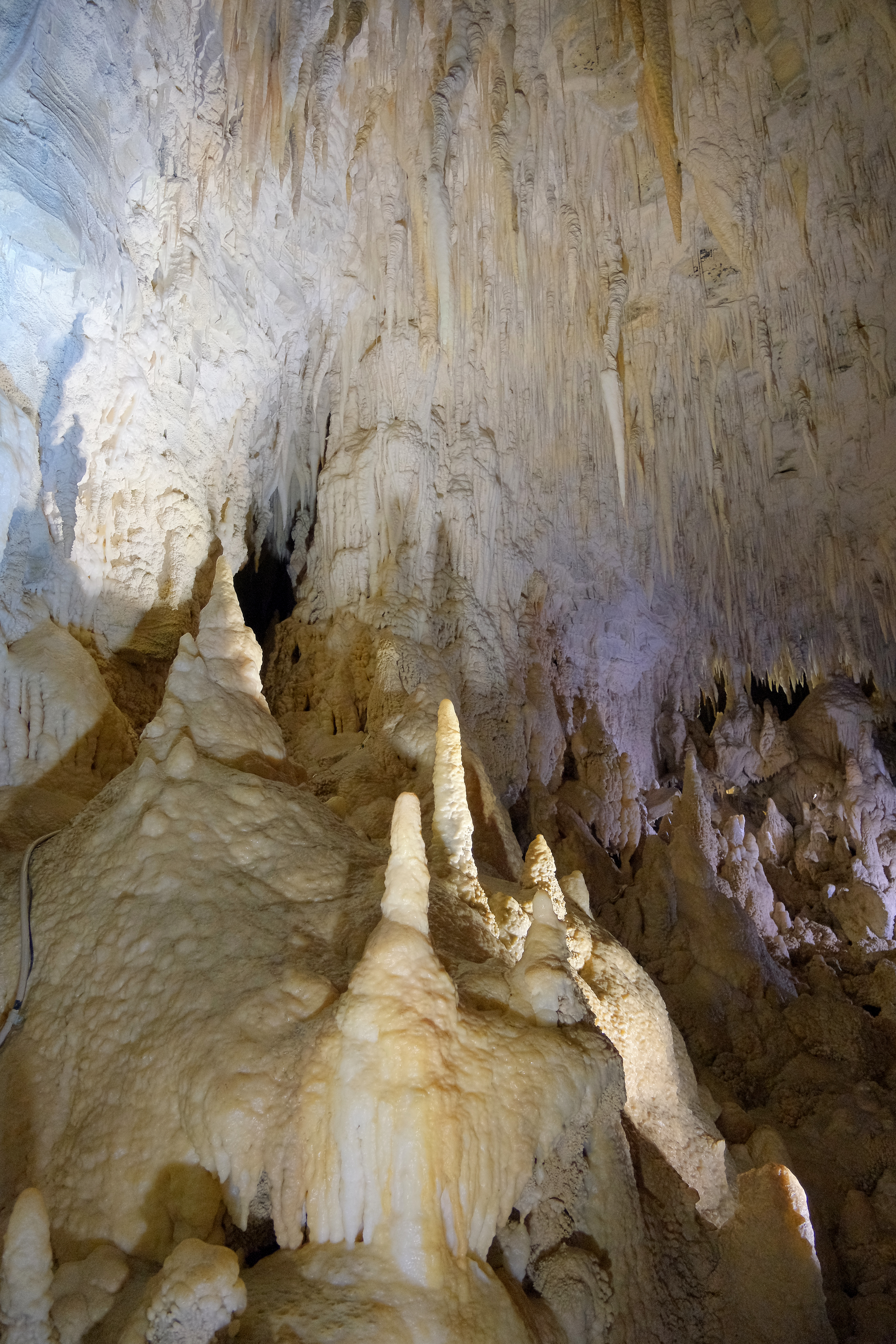
الصواعد والهوابط المضاءة في كهف رواكوري.

كهف رواكوري هو أحد أطول الكهوف في منطقة وايتومو في نيوزيلندا. تم اكتشافه لأول مرة من قبل الماوري المحليين بين 400 و500 سنة مضت. اسم تي رواكوري، أو «دن الكلاب» (كما يشار إليه من قبل هابو المحلي) أُطلق على المنطقة المحيطة عندما تم اكتشاف كلاب برية تعيش في مدخل الكهف.
استخدم الماوري أحد مداخل الكهوف كموقع أوروبا أو موقع دفن. كمنطقة مقدسة لم تعد تستخدم للسياحة، ولكن يمكن الوصول إليها الآن من خلال مدخل أسطوانة لولبية مبنية على بعد مسافة من موقع الطابو (المقدس) حيث تجري الجولات الآن منذ عام 2005.
رواكوري هو الكهف الوحيد الذي يمكن الوصول إليه بواسطة الكراسي المتحركة في نصف الكرة الجنوبي. يشتهر بروابطه الروحية مع الماوري وتشكيلاته غير العادية من الحجر الجيري والكهوف.
تشمل الميزات الرئيسية لكهف رواكوري كهف هولدينز (الذي سمي على اسم جيمس هولدين الذي فتح الكهف لأول مرة للجمهور).
كان الكهف مفتوحًا للجمهور من عام 1904 حتى عام 1988، عندما تم إغلاقه بسبب نزاع قانوني ومالي. تم إعادة فتحه في عام 2005.
يوجد في الداخل بيئة طبيعية ديناميكية، مع ديدان الوهج، وتشكيلات الحجر الجيري، والأنهار الجوفية، والشلالات المخفية.

## الجولات السياحية
تبدأ الجولة المصحوبة بمرشدين عبر كهف رواكوري أسفل منحدر حلزوني طويل إلى أسفل الكهف. يؤدي هذا إلى غرفة مليئة بالهوابط، وتشكيلات الحجر الجيري النادرة التي تم إنشاؤها على مدى ملايين السنين. بعضها مغطى بنوع من المرجان (المعروف محليًا باسم «الفشار»). هناك أيضًا أنهار وشلالات تحت الأرض. يبلغ ارتفاع الشلال حوالي متر ونصف المتر، لكنه يبدو أعلى بكثير تحت الأرض.
منذ عام 1987، كانت هناك 3 جولات مغامرات تمر عبر هذا الكهف، ولا تزال رحلتان تعملان في معظم الأيام.
يوجد أيضًا في الكهف أحافير من الوقت الذي كانت فيه المنطقة تحت البحر. لا تزال هناك كائنات حية في الكهف مثل الديدان المضيئة التي تشتهر بها كهوف وايتومو. تغطي الديدان المتوهجة جدران الكهف بوخزات من الضوء، مما يعطي تأثير ليلة مرصعة بالنجوم.
الديدان المتوهجة هي يرقات البعوض الفطري التي تقضي معظم حياتها في حالة اليرقات. تتغذى على الحشرات التي تطير في الكهف. أو يأكل بعضها بعضًا. إن وجود الحياة والنور في مكان يجب أن يكون مظلمًا وميتًا هو سبب اعتقاد الماوري أن هذا المكان مقدس.

## روابط خارجية
- مركز اكتشاف الكهوف[وصلة مكسورة]